# Potenciano Treñas
Potenciano Torres Treñas (Tigbauan, 13 mei 1894 - 10 juni 1934) was een Filipijns advocaat en senator. 

## Biografie
Potenciano Treñas werd geboren op 13 mei 1894 in Tigbauan in de Filipijnse provincie Iloilo. Hij was een zoon van Tomas Treñas en Justa Torres. Treñas behaalde in 1913 een Bachelor of Arts-diploma aan de Ateneo de Manila en voltooide in 1916 een bachelor-opleiding rechten. Datzelfde jaar slaagde hij voor het toelatingsexamen van de Filipijnse balie. Tot 1919 was hij werkzaam als advocaat in Manilla. Nadien verhuisde hij zijn praktijk naar Iloilo.
In juni 1928 werd Treñas benoemd als lid van de provinciale raad van Iloilo. Bij de verkiezingen van 1934 werd hij namens het 7e Senaatsdistrict gekozen in de Senaat van de Filipijnen. Treñas overleed echter kort na zijn verkiezing, enkele dagen nadat hij de eed had afgelegd voor zijn positie als senator, op 40-jarige leeftijd aan een longontsteking. Hij was getrouwd met Estrella Blancaflor